# Barbara Wojtowicz-Natanson
Barbara Wojtowicz-Natanson (ur. 21 grudnia 1924 w Warszawie, zm. 25 czerwca 2015 tamże) – polska fizyk, od 1953 żona prof. Ludwika Karola Natansona.

## Życiorys
Córka Władysława Wojtowicza i Janiny z Kłossowskich. Uczęszczała do gimnazjum i liceum im. Słowackiego w Warszawie, maturę zdała 1942 na tajnych kompletach.
Od roku 1940 w Szarych Szeregach, od 1942 w Wydziale Legalizacji i Techniki Wywiadu AK. Aresztowana 7 stycznia 1943 (pod fałszywym nazwiskiem „Krystyna Winnicka”) i po przejściu przez Pawiak, Majdanek, Ravensbrück, Buchenwald wyzwolona w kwietniu 1945 przez armię amerykańską.
W roku akademickim 1945/1946 studiowała fizykę na Universitè Catholique de Louvain (Belgia), zaś w latach 1946–1952 fizykę na Uniwersytecie Warszawskim. W latach 1951–1964 była asystentem i starszym asystentem w Instytucie Fizyki Doświadczalnej UW. W 1969 uzyskała doktorat na podstawie pracy „Ekscytony w luminescencji i fotoprzewodnictwie selenku kadmu”. W latach 1972–1985 pracowała w Instytucie Technologii Elektronowej CEMI, gdzie prowadziła badania dotyczące implantacji jonów do półprzewodników. 1 kwietnia 1985 przeszła na emeryturę.
Pełniła także m.in. następujące funkcje społeczne:
- 1952–1956 i 1972–2009 udział w Komitecie Redakcyjnym Postępów Fizyki
- 1962–1964 ławnik Sądu Powiatowego dla M. St. Warszawy
- od 1952 członek Polskiego Towarzystwa Fizycznego
- 1987–1990 członek Rady Środowiskowego Laboratorium Ciężkich Jonów UW.

## Publikacje
- 19 prac oryginalnych
- 6 artykułów przeglądowych i opracowań
- 25 przekładów (5 książek i 20 artykułów)